# Милавино (Псковская область)
Милавино — деревня в Пушкиногорском районе Псковской области России. Входит в состав Велейской волости.

## География
Деревня находится в центральной части Псковской области, в пределах южной части Великорецкой равнины, в зоне хвойно-широколиственных лесов, к востоку от автодороги 58К-294, на расстоянии примерно 9 километров (по прямой) к юго-востоку от посёлка городского типа Пушкинские Горы, административного центра района. Абсолютная высота — 93 метра над уровнем моря.

### Климат
Климат характеризуется как умеренно континентальный, влажный, с продолжительной мягкой зимой и относительно тёплым летом. Среднегодовая температура воздуха — 4,8 °C. Средняя многолетняя температура самого холодного месяца (января) составляет −8 — −7 °С (абсолютный минимум — −41 °C), средняя температура самого тёплого (июля) — 17,5 — 18 °С (абсолютный максимум — 36 °C). Среднегодовое количество осадков составляет 550—650 мм, из которых большая часть выпадает в тёплый период.

### Часовой пояс
Деревня Милавино, как и вся Псковская область, находится в часовой зоне МСК (московское время). Смещение применяемого времени относительно UTC составляет +3:00.

## Население
| 2001 | 2002 | 2010 |
| ---- | ---- | ---- |
| 7    | ↘6   | ↘3   |

Согласно результатам переписи 2002 года, в национальной структуре населения русские составляли 100 %.